# Óleo de coco babaçu

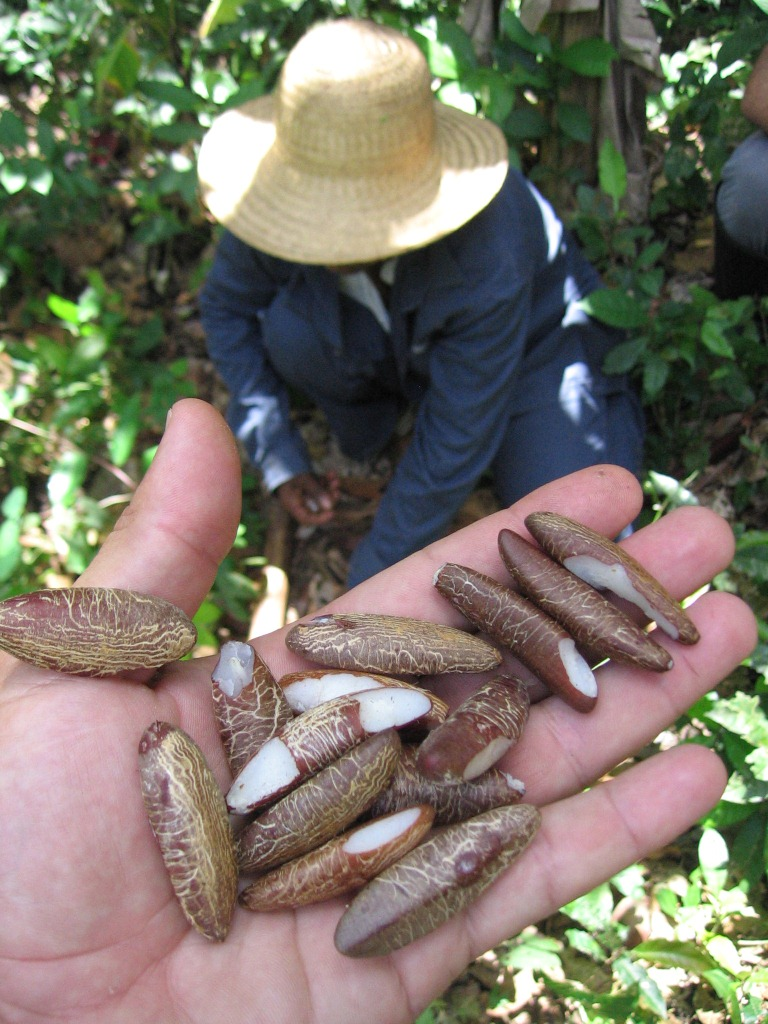
Coco babaçu

O óleo de coco babaçu é um óleo extraído do fruto do babaçu. A espécie é muito comum no Maranhão e na região amazônica, nos estados do Acre, Amazonas, Pará, Rondônia e também na Bolívia. Tem elevado teor de ácido láurico (50% da composição) e grande quantidade de ácido graxo, além de ácidos oleico, mirístico e caprílico. A palmeira ocupa aproximadamente 18,5 milhões de hectares do território brasileiro. O coco babaçu também é conhecido como coco-palmeira, coco-de-macaco, coco-pindoba, baguaçu e uauaçu.

## Usos
O ácido láurico (que é 50% da composição do óleo de coco babaçu) tem grande ação anti-inflamatória, além de proteger a flora intestinal, prevenindo disfunções como diarreia e prisão de ventre. O óleo de coco babaçu tem coloração amarelada e pode ser uma opção sustentável ao óleo de palma que é produzido na Ásia, muito usado na indústria alimentícia, e cuja extração causa a devastação de florestas asiáticas. Além disso, a criação de uma cadeia produtiva relacionada ao babaçu tem o potencial de levar desenvolvimento sustentável para as comunidades da região norte do Brasil, gerar renda familiar e incentivar a conservação da floresta.

## Características
Composição físico-química do óleo de coco babaçu
| Índice           | Unidade   | Especificação |
| Ácidez           | mgKOH/g   | máx. 0,3      |
| Peroxido         | meq O2/Kg | máx. 10       |
| Iodo             | gl2/100g  | 7,5 - 10,5    |
| Saponificação    | mgKOH/g   | 245 - 256     |
| Densidade        | 25ºC g/ml | 0,911 - 0,914 |
| Refração (40 ºC) | -         | 1,448 - 1,455 |
| Ponto de fusão   | ºC        | 24 - 26       |

Composição do óleo de coco babaçu
| Índice                           | Unidade | Especificação |
| Ácido palmítico (16:0)           | % Peso  | 6-9           |
| Ácido esteárico (18:0)           | %Peso   | 3-5           |
| Ácido oléico (C 18:0 Omega 9)    | %Peso   | 12-16         |
| Ácido láurico                    | %Peso   | 44-47         |
| Ácido linoléico (C 18:2 Omega 6) | %Peso   | 1-2           |
| Ácido mirístico                  | %Peso   | 15-18         |